# Echthistatodes brunneus
Echthistatodes brunneus is een keversoort uit de familie boktorren (Cerambycidae). De wetenschappelijke naam van de soort is voor het eerst geldig gepubliceerd in 1938 door Gressitt.